# Fluy
Fluy es una comuna francesa situada en el departamento de Somme, en la región de Alta Francia.

## Monumentos
- Iglesia Sainte-Marie-Madeleine